# Marketingmix
Marketingmixnek (vagy marketing-mixnek) nevezzük a marketingeszközök különböző kombinációit, amelyeket a vállalat a különböző piaci helyzeteken alkalmaz. Szokták 4P-nek is nevezni, mely elnevezés a mixelemek angol nevének első kezdőbetűit jelölik. Ezek a termékpolitika (product), az árpolitika (price), az értékesítés-politika (place), és a reklámpolitika (promotion).

## Története
A marketingmix első verzióját 1948-ban James Culliton fejezte ki aképp, hogy a marketing döntéseknek olyasfélének kell lennie, mint egy receptnek. Ezt 1953-ban Neil Borden folytatta az Amerikai Marketing Szövetség (American Marketing Association) elnöki ülésén, ahol már egy lépéssel tovább ment és Marketing Mix-nek nevezte el a jelenséget. Végül E. Jerome McCarthy, a Michigani Egyetem (Michigan State University) marketing professzora 1960-ban írta le a 4P kifejezést, és kapcsolta össze a marketingmix fogalmával. Mára a marketingmix széles körben elterjedt a marketing oktatásában és gyakorlatában egyaránt.

## A marketingeszközök
A hagyományos marketingmix négy részből, eszközből áll. Központi eleme a termék vagy szolgáltatás, mert megfelelő minőségű termék vagy szolgáltatás nélkül még a kiváló reklámakciók sem hozhatnak piaci sikert.

### A termékpolitika (product)
Arról szól, hogy a vállalatok termék- és szolgáltatás kínálatukat a mindenkori piaci igényekhez igazítják. A vásárlók igényei szerint alakítják a választékot, fejlesztik az új termékeket és termékváltozatokat.

 Alapvető kérdései: Milyen termékeket és szolgáltatásokat vár a piac? Milyen új termékeket/szolgáltatásokat fejlesszenek és minek a gyártását szüntessék be?

Feladatai: terméktervezés, termékválaszték alakítás, termékek piaci bevezetése és kivonása, szolgáltatások, sorok menedzselése.

### Az árpolitika (price)
A vállalat folyamatos ármunkájáról szól, melyben megállapítja a termékeinek vagy szolgáltatásainak árát. Ez a vállalatok számára az egyik legnehezebb feladat, mivel egyszerre kell figyelni az árak stratégiai és taktikai hatásait is. A vállalat lehetőségeit behatárolják az állandó- és változó költségek, valamint a nyereség is.

Alapvető kérdései: Hogyan árazzák egyes termékeiket/szolgáltatásaikat a vállalatok? Eltérhetnek-e az áraktól; ha igen, akkor mikor és hogyan? Hogyan reagáljanak a versenytársak árpolitikájára?

Feladatai: költségvizsgálatok, listaárak kialakítása, költségtérítések, hitelek és engedmények megfogalmazása, csomagár-képzés, rugalmasságmérés.

### Az értékesítés-politika (place)
Az értékesítés útja és csatornái, az a folyamat, mely alatt a termék eljut a fogyasztóhoz. A vállalatnak ehhez értékesítési hálózatra van szüksége, melyet saját eladószemélyzet vagy piaci közvetítők segítségével működtet.

Alapvető kérdései: Hogyan juttassák el a termékeket a gyártási helytől a vásárlás/felhasználás helyére? Hogyan optimalizálják a forgalmazást?

Feladatai: értékesítési út tervezése, logisztika, hálózatépítés és elhelyezés, készletezés, üzletbelső alakítása.

### A reklámpolitika (promotion)
A marketingkommunikáció feladata a fogyasztók tájékoztatása a termékről/szolgáltatásról, hogy az kedvező képet alakíthasson ki a vállalatról, ösztönözze az eladásokat, befolyásolja a fogyasztó véleményét és viselkedését. A jó reklámüzenet elkészítéséhez elengedhetetlen a megfelelő reklámfajta és a médiaterv elkészítése.

Alapvető kérdései: Milyen üzenetet, milyen reklámeszközön és mikor juttassák el a fogyasztókhoz? Hogyan mérjék a reklámkampány eredményességét?

Feladatai: hirdetés, Public Relations, promóció, kreatív- és médiaterv, reklámköltésgvetés, hatás- és hatékonyságvizsgálatok.
A marketingmix elemeinek kiválasztása, működtetése, a kapott információk értékelése a marketing-menedzsment feladata. Ahhoz, hogy a marketing betöltse a szerepét egy szervezetben, nincs szükség külön marketingosztályra. Az a fontos, hogy a fogyasztókra figyelve betartsák a marketing főbb szabályait. A folyamat feladatai megoldhatók saját hatáskörben, vagy külső szervezetek szolgáltatásainak igénybevételével is.

## Különböző szemléletek és a további P-k

### Hagyományos marketing szemlélet
Ezen szemlélet követői szerint az ötödik P a csomagolás (packaging). A szakemberek úgy gondolták ugyanis, hogy külön kategóriát kell belőle csinálni, hisz tekinthető a termék egyedi azonosítójának. Ide tartozik azon dolgok megtervezése, amit a termék csomagolásán látunk. Ekkor döntik el, hogy milyen legyen a formája, mekkora legyen a tömege, milyen dizájn kerüljön rá, mit és hogyan írjanak rá. A kötelező elemektől kezdve (pl. nettó tömeg, összetevők, gyártó neve, EAN-kód (vonalkód), beltartalom, minőségét megőrzi, stb.) a pluszinformációkig (elkészítési javaslat, a csomagolás környezetbarát, nem tesztelték állatokon stb.)
A csomagolás funkciója kettős:
- technikai funkció: védelem a mechanikai és környezeti hatásoktól, a szállítást elősegítése, a kiszerelési egységek kialakítása.
- marketing funkció:
  - kommunikációs felület: figyelemfelkeltő eszköz, esztétikai kifejező eszköz, termékfelismerés elősegítő, imázs kialakítása, pozicionálás),
  - információs felület: tájékoztatás a gyártóról, gyártás helyéről és idejéről, a termékösszetevőkről, nettó tömegről, beltartalomról, stb.

### A szolgáltatás szemlélet
E szerint még három P létezik a marketingben, ezek:
1. emberek, személyzet (people)

Az emberi tényező nagyon fontos a vásárlási folyamatban. 
1. folyamat (process)

A folyamat azt jelenti, hogy milyen módon jut el az üzenet a célcsoporthoz. Minden csoportot különféle csatornákon el lehet érni, melyek közül csak egynéhány olyan van, amin érdemes is kommunikálni a termékről vagy szolgáltatásról.
1. fizikai környezet (physical evidence)

Ez a tényező magát a helyet jelöli, ahol a terméket vagy szolgáltatást értékesíteni kívánjuk. Nem mindegy, hogy mennyire kellemes, világos – vagy éppen sötét a helyiség, milyen illatok terjengenek, milyen színek dominálnak, milyen összkép alakul ki az ügyfélben, továbbá fontos szempont a megközelíthetősége, hogy milyen könnyű – vagy éppen nehéz megtalálni, s ha olyan a vállalkozás jellege, a parkolási lehetőség is komoly érv lehet.

### Egyéb szemléletek
A további szemléletek szerint a hagyományos és a szolgáltatási szemlélet összemosódik, így egybevonják a 4+1 és a 4+3 szemléletet 4+4-es szemléletté.
A modern szemléletek szerint további más P-ket „fedeznek fel” / „találnak ki”, jóformán naponta

## 4P-ből 4C
Míg a 4P a gyártóról szólt és annak érdekeit vette figyelembe, Lauterborn úgy gondolta, a modern világban inkább a vevő szemszögéből kell űzni a marketinget. A 4C elnevezés az egyes elemek angol elnevezéseiből származnak.

### 1. Vevő érték (customer value)
Az egyén azon lélektani jellemzői, melyek megmutatják hogy az adott egyén mennyire van tudatában saját szükségleteinek. Egy belső állapot, amelytől vonzóbbnak érzünk bizonyos dolgokat. A szükséglet, mely nincs kielégítve, belső feszültséget okoz, mely hajtóerőként jelentkezik. Ez a hajtóerő minél nagyobb, annál több erőfeszítést fejtünk ki a kielégítésére.

### 2.Összköltség(cost)
Az ár szerepét a költség vette át ebben a megközelítésben. A költség nem csak a termék árát foglalja magába, hanem a megszerzésének járulékos költségeit, és az időráfordítást is. A nyugati társadalmakban az idő értékesebb erőforrás, mint a pénz, ezért volt szükséges bevezetni ezt a szemléletbeli változást.

### 3. Kényelem/elérhetőség (convenience)
Azt jelenti, hogy a lehető legkényelmesebb helyen és módon szeretnek vásárolni a vevők. Pl. az üzlet essen útba hazafelé, nyisson korán / tartson későig nyitva, mindent megtaláljon egy helyen (pláza) stb.

### 4.kommunikáció(communication)
Azt jelenti, hogy hogy kommunikálják a vevő felé a terméket. Mennyi információt tud már akkor a fogyasztó, mielőtt elmenne megvenni. Ide tartozik a fogyasztóvédelem is, melyet mindenképp szem előtt kell tartani.

## 4C a 7C iránytű modellen belül
(Vállalat és fogyasztó orientált modell)
1973-ban Koichi Shimizu (Josai Egyetem, Japán) előterjesztette a 4C besorolását, amely 1981-ben 7C iránytű modellre lett kiterjesztve, hogy segítsen teljesebb képet kapni a marketing tényleges mivoltáról. Egy cég piacon való sikerét vagy bukását próbálja megmagyarázni, továbbá némiképp hasonlít Michael Porter rombusz modelljéhez, amely gazdasági oldalról vizsgálja különböző országok sikerét vagy kudarcát.

### (C1) Corporation (Vállalat)
A 4C magja a vállalat (cégek és nonprofit szervezetek). A cégnek fontosnak kell tartania a felelősséget illetve szolgálatkészséget. Fontos továbbá a verseny amely, a céggel azonos iparágban valamint területen lévő egyéb cégekkel folyik.
A 7C iránytű modell négy alapvető része:
A fogyasztókra koncentrált marketing mix hivatalos megközelítése 4C (commodity, cost, communication, channel) néven ismert a 7C iránytű modellen belül.

### A 4C modell
fogyasztó/kereslet centrikus verziót mutat be, amely a marketing menedzsmentből jól ismert 4P (product, price, promotion, place) kínálat modell alternatíváját képezi.
Product (termék)>> Commodity (árucikk)
Price (ár)>> Cost (költség)
Promotion (hírverés)>> Communication (hírközlés)
Place (hely)>> Channel (csatorna)
- - (C2) Commodity (árucikk): Eredetileg a latin „commodus”=kényelmes szóból ered. Áruk és szolgáltatások a fogyasztóknak illetve állampolgároknak. Steve Jobs olyan termékeket készített, amelyekkel elégedettek az emberek. Nem beszélhetünk kommodizációról, amennyiben az árucikkeket az alapoktól készítik.
  - (C3) Cost (költség): Eredetileg a latin „constare”=áldozat szóból származik. Nem csak a termelési ár és az eladási árról beszélhetünk, hanem vételárról és szociális költségről is egyaránt.
  - (C4) Communication (hírközlés): Eredetileg a latin „communis”=szándék közzététele szóból ered. A hírverés mellett a hírközlés is fontos. A hírközlés tartalmazhatja a hirdetést, reklámozást, közösségi kapcsolatokat, nyilvánosságot, személyes értékesítést és a testületi személyazonosságot.
  - (C5) Channel (csatorna): Eredetileg a latin „canal”=csatorna szóból ered. Az árucikkek áramlására vonatkozik.

### (C6) Consumer (fogyasztó)
A fogyasztókhoz kapcsolódó tényezők az iránytű-modellen feltüntetett négy irány első karakterével magyarázhatók. A négy irány a négy égtáj alapján könnyen megjegyezhető, innen az iránytű-modell elnevezés.
- - N(orth)=Needs (szükséglet)
  - W(est)=Wants (igény)
  - S(outh)=Security (biztonság)
  - E(ast)=Education (fogyasztói oktatás)

### (C7) Circumstances (körülmények)
A fogyasztó mellett különböző irányíthatatlan befolyásoló környezeti tényezők veszik körbe a cégeket. Ezt megmagyarázhatja a négy égtáj kezdőbetűjével, amely az iránytűmodellen van jelölve.
- - N(orth)=National and International environment (nemzeti és nemzetközi környezet)
  - W(est)=Weather (időjárás)
  - S(outh)=Social and Cultural (társadalmi és kulturális)
  - E(ast)=Economic (gazdasági)

Az iránytűn jelölt legfőbb irányokról is emlékezhetünk rájuk. A 7C iránytű modell képezi a co-marketing (szimbiotikus marketing) vázát. Kritizálták mivel csak kicsivel több, mint a 4P modell és attól különböző helyekre fekteti a hangsúlyt, valamint különösen azért, mert a fogyasztókat is beleszámítja a marketing mixbe mivel ők a célpontjai a marketingnek miközben a marketing mix összes többi eleme csak taktika. A 7C termékfejlesztés, elosztás illetve ármeghatározásra is tartalmaz számos stratégiát miközben kölcsönös kommunikációt feltételez a fogyasztó és a cégek között.
Peter Bowman ausztrál író ’Service 7’ című könyvében alternatív megközelítést javasolt a témához. Bowman értékalapú megközelítést javasol, amely a marketing tevékenységeit szolgálja. Teljesíteni kíván hét szolgáltatási marketing alapelvet, amelyek között az érték, üzleti fejlődés, hírnév, vevőszolgálat és szolgáltatás kivitelezés is szerepel. A ’Service 7’ széles körben elterjedt Ausztráliában.

## Külső hivatkozások
- https://web.archive.org/web/20151005020936/http://www.josai.ac.jp/~shimizu/essence/Professor%20Koichi%20Shimizu's%207Cs%20Compass%20Model.html 7Cs Compass model(1979)in Japan
- http://www.valuebasedmanagement.net/methods_marketing_mix.html
- http://www.valuebasedmanagement.net/methods_booms_bitner_7Ps.html Booms, Bitner 7P-s
- http://www.netmba.com/marketing/mix/
- https://web.archive.org/web/20100613123613/http://www.eupoly.hu/dl/marketing/M3.ppt